# Градска општина Сопот
Општина Сопот је градска општина Града Београда. Заузима површину од 27.075 ha, на којој према подацима са последњег пописа 2022. године живи 19.026 становника.
Име Сопот је старословенског порекла и значи - „извор или вода која се обрушава“. Варош Сопот настала је усред села Ропочева и први пут се помиње у Лангеровој карти са почетка 19. века, где су уцртани Ропочево и Сопот као посебна села. У саставу београдских општина је од 1956.
Дан општине Сопот је 2. јул, дан формирања Космајског партизанског одреда. Председник општине од 1989. године је Живорад Милосављевић.

## Околина
Једно од најлепших места у Сопоту је оближње село Неменикуће. Назив је добило за време ропства Србије под Турцима. Пролазећи поред предела кнез Милош је угледавши село спаљено од стране Турака рекао „Нема ни куће!" и тако доби назив.

## Црква
Црква у Неменикућу је веома стара. У њој је Арсеније Чарнојевић последњи пут са ове стране Саве причестио Србе када је била Велика сеоба Срба. Његов брат Јован је остао овде и скоро сви Јовановићи у Неменикућу и широј околини потичу од њега.

## Спорт
У Сопоту има више спортских клубова. Фудбалски клуб „Сопот“, „вукови са Космаја“, игра у трећој српској лиги, док кадети играју у другој.

## Месне Заједнице
- Бабе
- Губеревац
- Дучина
- Дрлупа
- Ђуринци
- Мала Иванча
- Мали Пожаревац
- Неменикуће
- Парцани
- Поповић
- Раља
- Рогача
- Сибница
- Слатина
- Стојник